# Appalachian Trail

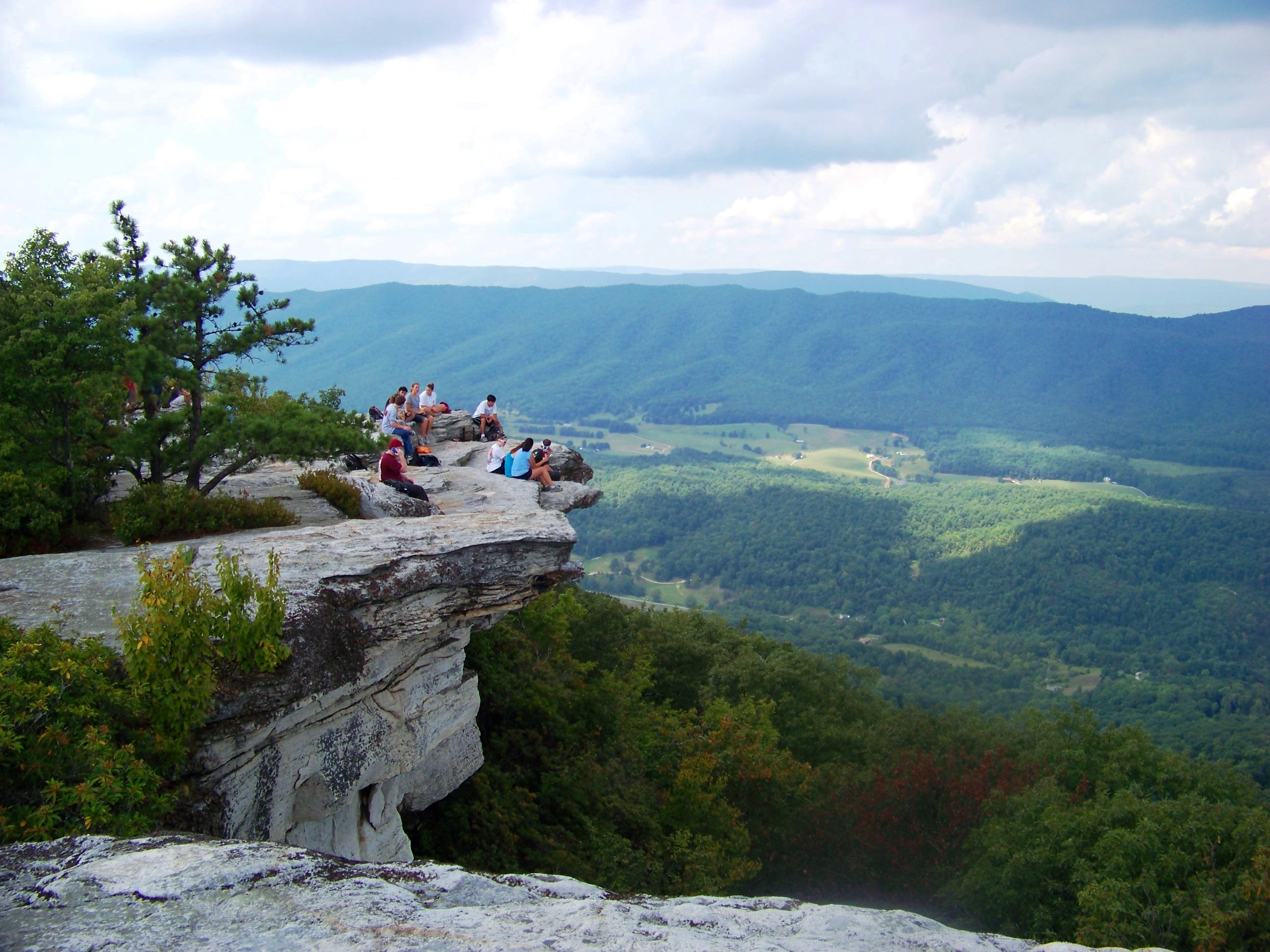
Mc Afee Knob (Catawba Mountain, Virginia) einer der bekanntesten und schönsten Plätze am Trail

Der Appalachian Trail (AT, engl. für  Appalachen-Weg) ist ein etwa 3500 Kilometer langer Fernwanderweg des National Trails Systems. Seine offizielle Bezeichnung ist Appalachian National Scenic Trail. Er verläuft durch die US-amerikanischen Appalachen, seine Endpunkte liegen bei Springer Mountain in Georgia und Mount Katahdin in Maine. Der AT durchquert 14 US-Bundesstaaten: Georgia, North Carolina, Tennessee, Virginia, West Virginia, Maryland, Pennsylvania, New Jersey, New York, Connecticut, Massachusetts, Vermont, New Hampshire und Maine.
Der Appalachian Trail ist bekannt bei Wanderern und Trekkern. Als besondere Herausforderung gilt das Thruhiking, die Bewältigung der gesamten Strecke am Stück.
Der Wanderweg ist neben dem Pacific Crest Trail (PCT) und dem Continental Divide Trail (CDT) einer der drei  Triple-Crown-Wege. Wanderer, die im Laufe ihres Lebens alle drei Wege gegangen sind, erhalten die Auszeichnung „Triple-Crowner“.

## Geschichte
Der Weg hat keinen historischen Ursprung wie etwa der Pony-Express, Chilkoot Trail oder alte Indianerpfade.

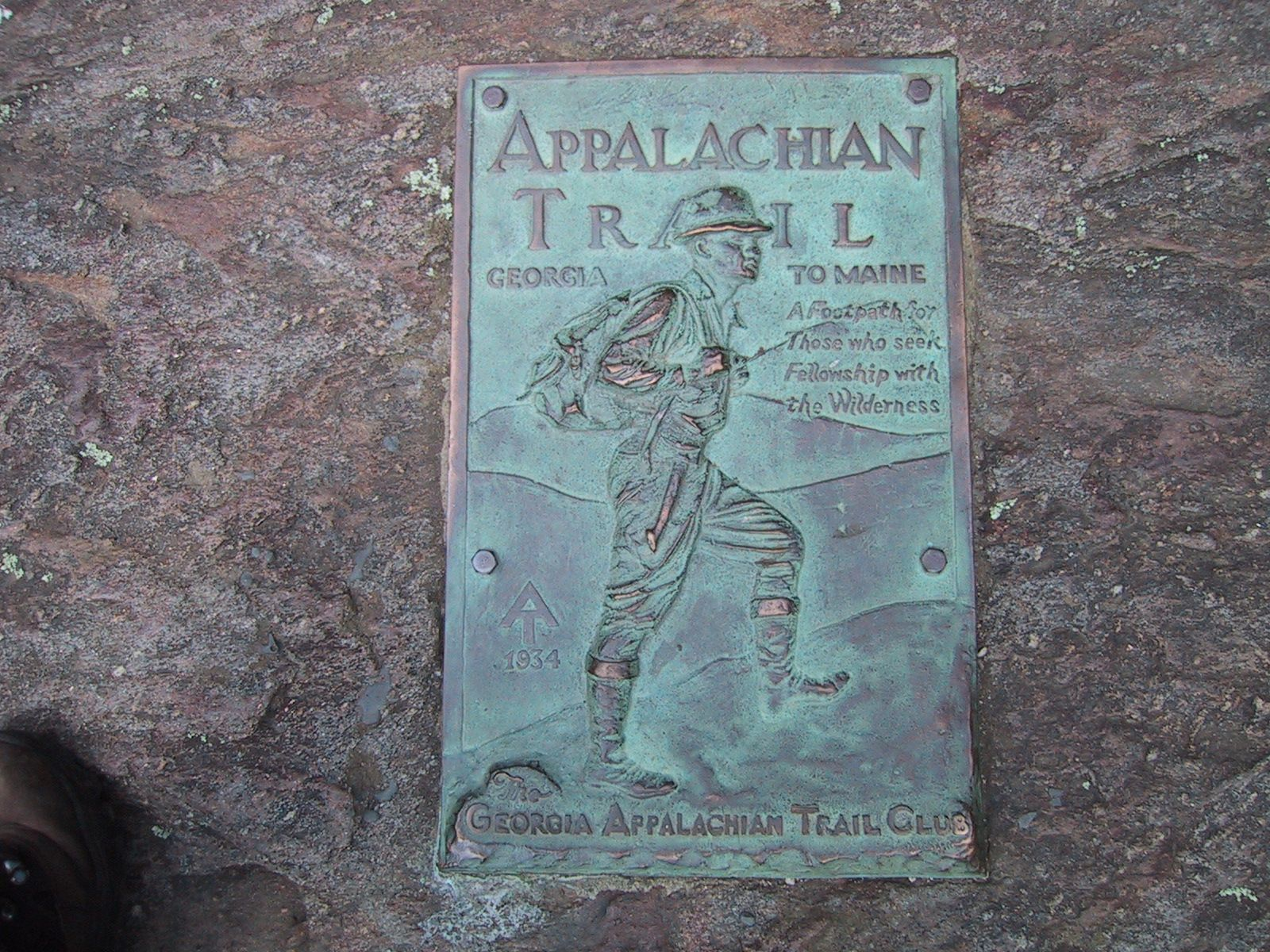
Tafel am Südende des Appalachian Trail, Springer Mountain, Georgia

Um 1900 gab es einige Wanderclubs, besonders in den Neuenglandstaaten (z. B. den Appalachian Mountain Club). Die Idee eines zusammenhängenden Wegs wurde 1921 von Benton MacKaye veröffentlicht. Entlang des Wegs sollten Herbergen, Naturschutzstationen und sogar autarke Kommunen entstehen. 1925 wurde die Appalachian Trail Conference (ATC) als bis heute bestehende Non-Profit-Organisation gegründet. Damaliges Ziel war die Verbindung der höchsten Punkte im Osten: Mount Mitchell mit 2037 m und Mount Washington mit 1917 m. Wandervereine griffen MacKayes Idee rasch auf, und 1922 wurden von freiwilligen Helfern die ersten Kilometer des Wegs rund um Bear Mountain angelegt. 1925 wurde zur weiteren Förderung des Vorhabens die Appalachian Trail Conference abgehalten. Die Weglänge nahm stetig zu, besonders unter dem ATC-Vorsitzenden Myron H. Avery. Die offizielle Eröffnung fand am 14. August 1937 statt, ohne jedoch außergewöhnliches Interesse hervorzurufen.
1948 durchwanderte Earl Shaffer als Erster den Appalachian Trail innerhalb einer Saison, ein sogenannter Thru-hike, er wanderte von Georgia nach Maine, also „north bound“. Später tat er dies auch in die entgegengesetzte Richtung, somit war er der erste Wanderer, der den AT in beide Richtungen durchwandert hat. 50 Jahre nach seinem ersten thru-hike, mit fast 80 Jahren, wiederholte Earl Shaffer seinen thru-hike. Das macht ihn zum ältesten thru-hiker auf dem Appalachian Trail.

## Flora und Fauna
Auf dem Appalachian Trail gibt es viele seltene Pflanzen und Tiere, über 450 seltene und bedrohte Arten gibt es entlang des Wegs.

### Tiere
Die Appalachen gehören zum Verbreitungsgebiet des Amerikanischen Schwarzbären, dieser gilt jedoch als weniger gefährlich als der Grizzlybär. Obwohl Begegnungen mit dem Menschen eher selten sind, wird empfohlen, auf dem Trail das Essen in einem bärensicheren Kanister zu verstauen und diesen nachts für Bären unerreichbar aufzubewahren.
Auf dem Trail sind verschiedene Arten von Giftschlangen heimisch, unter anderem die Wald-Klapperschlange und der Nordamerikanische Kupferkopf. Beide findet man eher in trockenen, felsigen Abschnitten des Wegs.
Große Säugetiere auf dem Trail, welche man häufig sehen kann, sind Hirsche, Wapitis und Elche, welche in allen Neuenglandstaaten, am häufigsten in Massachusetts angetroffen werden können.
Für die meisten Wanderer sind Zecken, Mücken und black flies die größte Plage. In den Schutzhütten sind häufig auch Mäuse anzutreffen.

### Pflanzen
Der Bewuchs verändert sich je nach Breitengrad und Höhe. Im Süden wird der Wald von Harthölzern, wie Eichen, Tulpenbäumen und Kastanien bestimmt, welche in Richtung Norden von Buchen, Ahorn und Birken abgelöst werden, vereinzelt gibt es auch Koniferen.

## Topografie

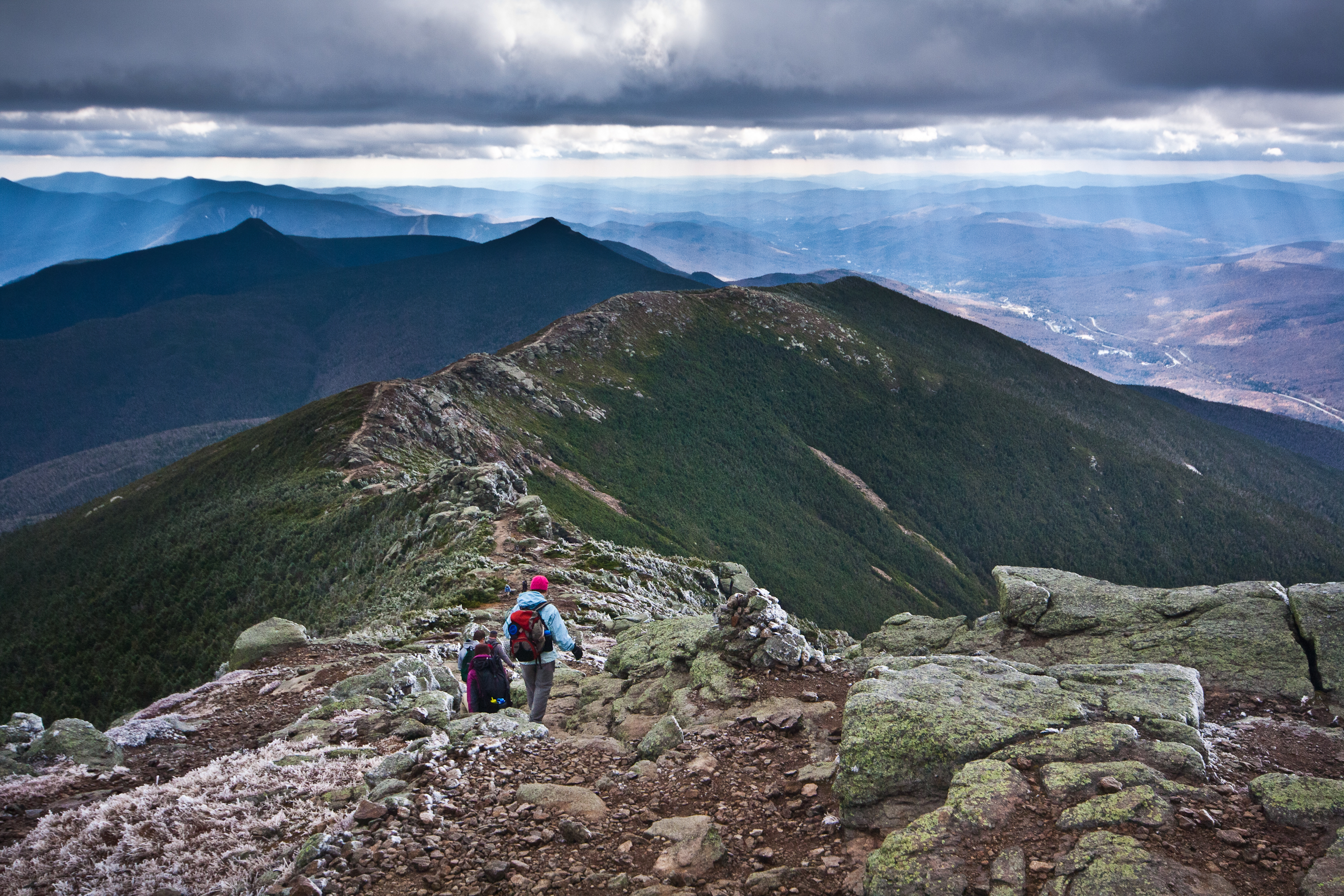
Der Appalachian Trail auf der Franconia Ridge

Zwischen Mount Rogers in Virginia und Mount Greylock in Massachusetts gibt es keinen subalpinen Bewuchs, hauptsächlich da der Trail zwischen dem Shenandoah-Nationalpark und Mount Greylock in Massachusetts nicht höher als 910 m (3000 ft) verläuft. Am Mount Greylock gibt es jedoch ausgedehnte subalpine Regionen.
Am Mount Moosilauke (1464 m) trifft man zum ersten Mal auf alpinen Bewuchs, diesen findet man allgemein zwischen 1300 und 1500 m in den nördlichen Appalachen. Entlang der Franconia Ridge und der Presidential Range verläuft der Trail 21 km lang oberhalb der Baumgrenze, im Bereich des Presidential-Range-Trail berührt er den Gipfel des Mount Washington in 1917 m Höhe.
In Maine durchquert der Weg sogar noch unwirtlichere Regionen. Alpiner Bewuchs findet sich hier in Teilen der Hundred-Mile Wilderness bereits ab einer Höhe von 300 m.

## Wandern auf dem Trail
Zum besonderen Charakter trug der Ankauf von rund 70 m Land beiderseits des Wegs bei, so dass sich fast der gesamte Weg in öffentlicher Hand befindet. Er gehört zu den National Scenic Trails und wird durch den National Park Service in Zusammenarbeit mit lokalen Organisationen verwaltet.
Der Weg wurde explizit zum Wandern gebaut, so gibt es entlang des Wegs Ver- und Entsorgungsmöglichkeiten.

### Orientierung und Markierung
Der Appalachian Trail ist auf seiner gesamten Länge durch weiße Farbmarkierungen gekennzeichnet, diese haben eine Breite von ca. 5 cm (2 in) und eine Höhe von ca. 15 cm (6 in). Seitenwege, alternative Routen, Aussichtspunkte und Parkplätze sind mit ähnlichen blauen Farbmarkierungen versehen.
In der Vergangenheit wurden einige Abschnitte des Wanderwegs mit metallenen Rauten, welche mit dem AT-Logo versehen wurden, markiert; heute gibt es aber nur noch wenige dieser alten Markierungen.

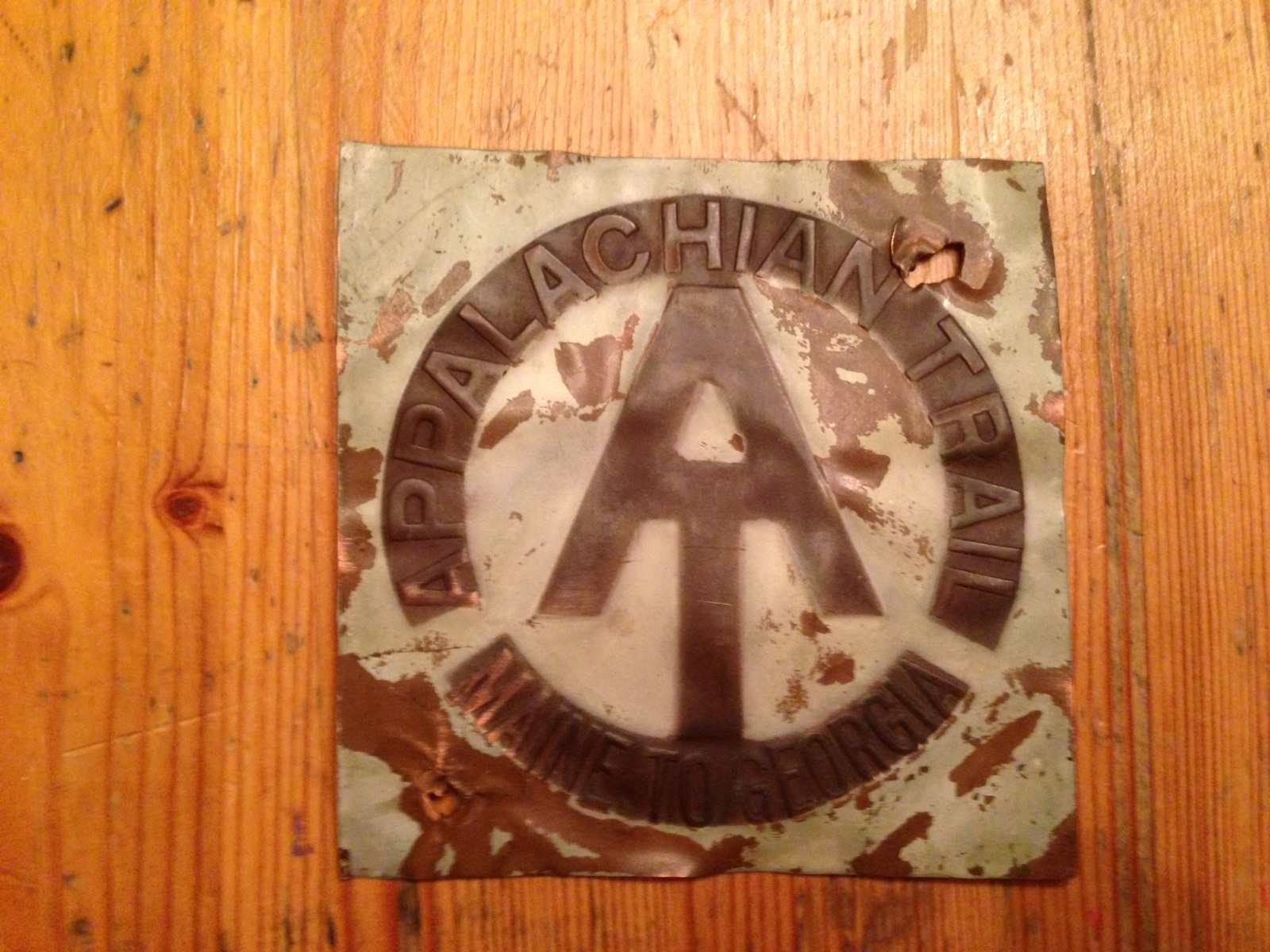
Originale ATC-Kupfermarke aus dem Jahr 1930
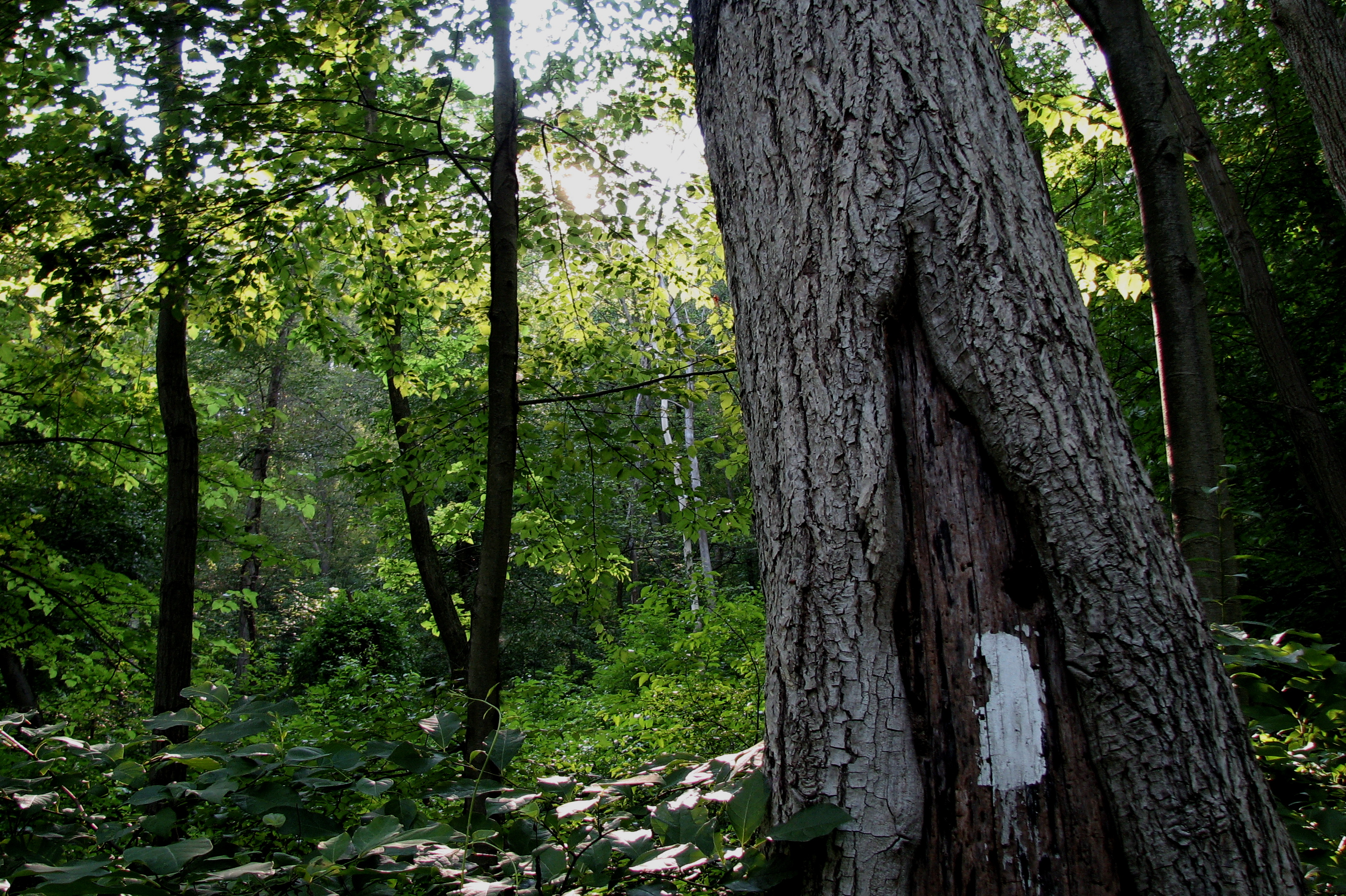
Typische weiße Markierung in Pennsylvania
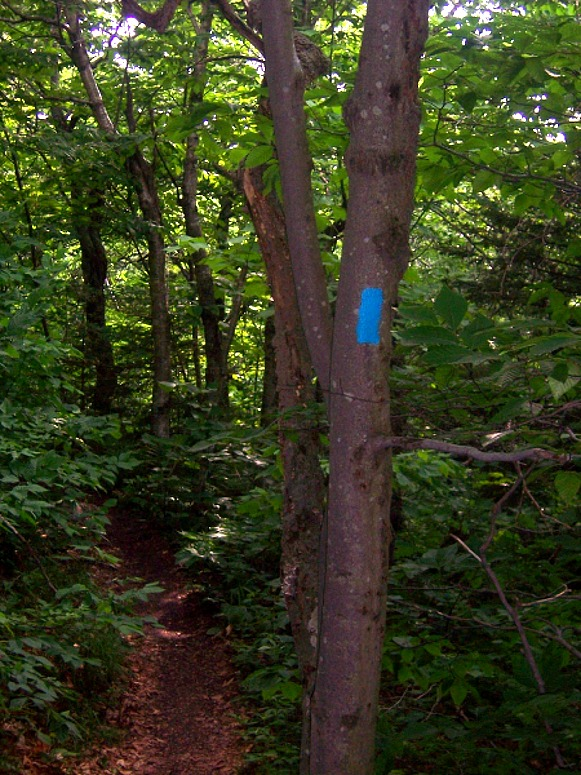
Beispiel für die Markierung einer alternativen Route mittels blauer Farbe am Mount Greylock in Massachusetts

### Übernachtungsmöglichkeiten

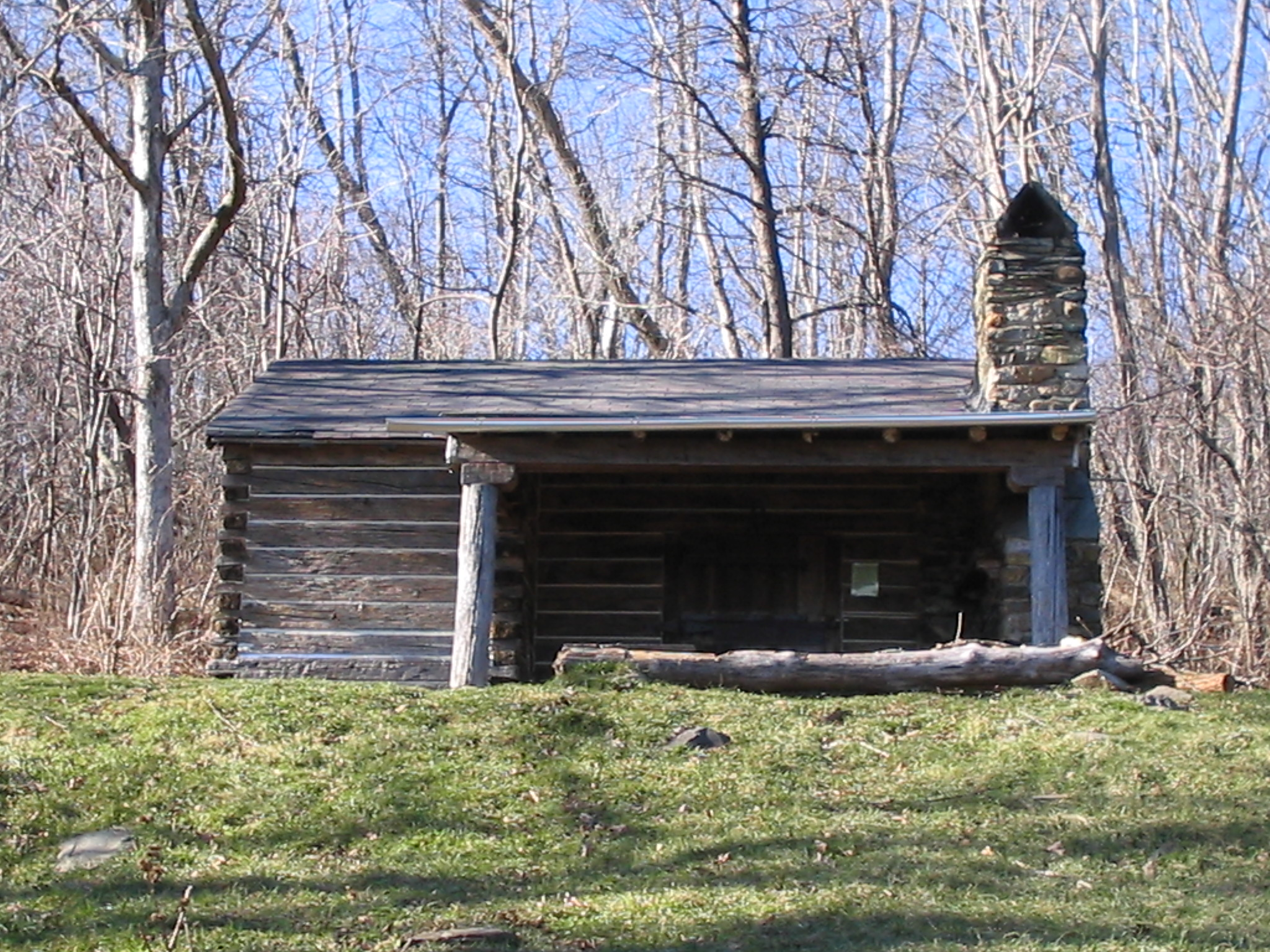
Pocosin cabin am Weg im Shenandoah National Park

Die meisten Wanderer tragen ein leichtes Zelt, eine Hängematte oder ein Tarp mit sich, so sind sie mit möglichst geringem Gewicht unterwegs, da dies die Anstrengung reduziert und so größere Strecken am Tag zurückgelegt werden können.
Die Schutzhütten, genannt „shelter“ oder „lean-tos“, bieten eine Alternative zum Übernachten im Zelt. Meist sind es einfache Holzhütten mit Holzboden, die an der wetterabgewandten Seite offen sind. In der Nähe befindet sich meist eine Feuerstelle und Platz zum Aufschlagen von Zelten, für Wanderer, die das Zelt bevorzugen, oder wenn die shelter bereits voll sind. Häufig verfügen shelter auch über ein nahegelegenes Plumpsklo. Auf dem Appalachian Trail gibt es insgesamt mehr als 250 Schutzhütten und Campingstellen. Auch gibt es entlang des Wegs in der Nähe von Ortschaften gelegentlich Hotels und Hostels.

### Ortschaften am Trail
Der Wanderweg kreuzt viele Straßen und bietet Wanderern so viele Möglichkeiten, in nahegelegene Ortschaften zu trampen. Die lokalen Autofahrer wissen meist, dass es sich bei den Anhaltern um Wanderer des ATs handelt und nehmen diese gern mit, auch durchquert der Trail viele Ortschaften. So bieten sich den Wandernden regelmäßig Möglichkeiten, ihre Vorräte aufzufüllen oder Ausrüstung nachzukaufen.

## Route

Karte des Appalachian Trails

Der Appalachian Trail durchquert 14 US-Bundesstaaten: Georgia, North Carolina, Tennessee, Virginia, West Virginia, Maryland, Pennsylvania, New Jersey, New York, Connecticut, Massachusetts, Vermont, New Hampshire und Maine.
Der Abschnitt durch Pennsylvania wird von Wanderern auch „Rocksylvania“ genannt, da der Weg hier sehr steinig und hart ist.

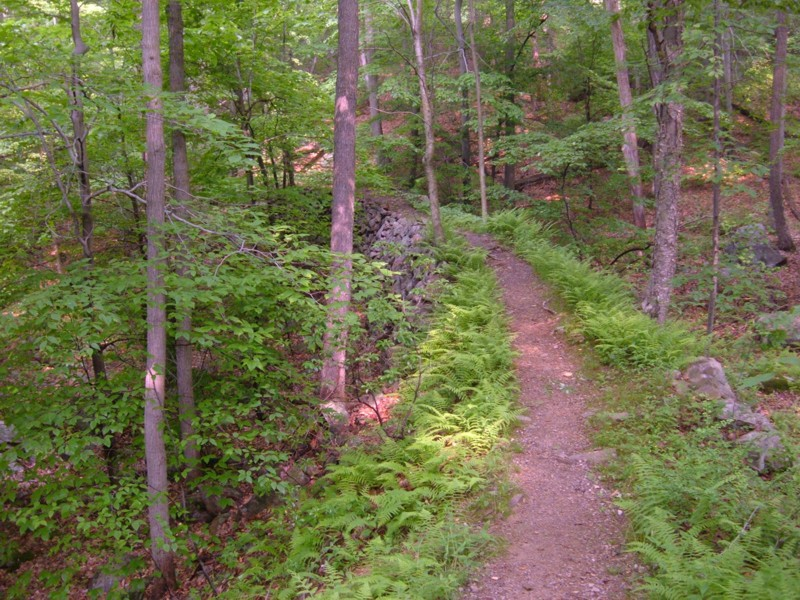
Der Appalachian Trail auf dem ehemaligen Damm einer Lorenbahn im Clarence Fahnestock State Park, New York

## Medien

### Filme
Im Jahr 2015 erschien der Film Picknick mit Bären mit Robert Redford und Nick Nolte in den Hauptrollen. Der Film basiert auf dem gleichnamigen Buch von Bill Bryson.